# St. Andreas (Witzelroda)

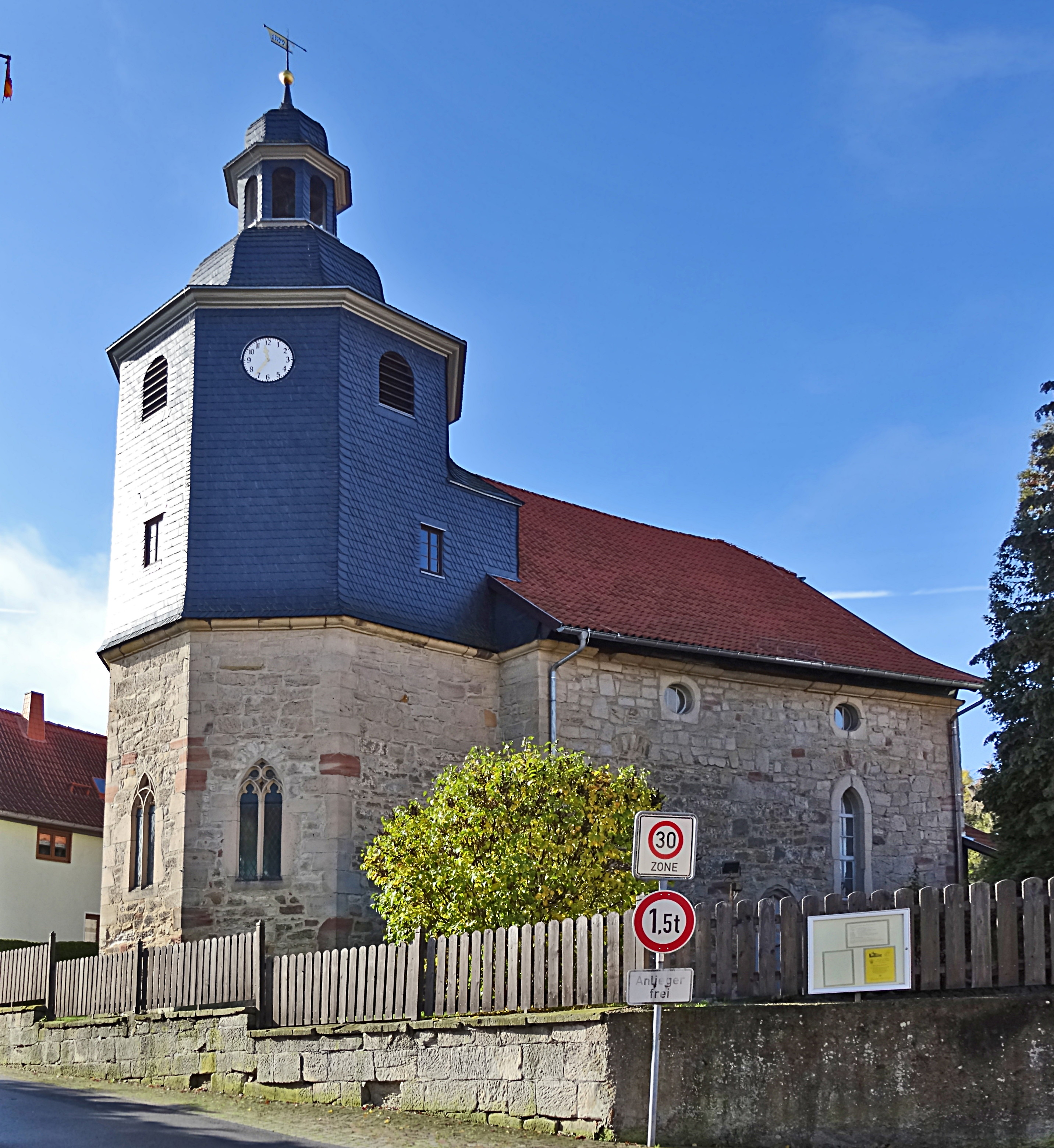
St. Andreas

Die evangelisch-lutherische denkmalgeschützte Filialkirche St. Andreas steht in Witzelroda, einem Ortsteil der Kreisstadt Bad Salzungen im Wartburgkreis in Thüringen. Die Kirchengemeinde Witzelroda gehört zum Pfarrbereich Schweina im Kirchenkreis Bad Salzungen-Dermbach der Evangelischen Kirche in Mitteldeutschland.

## Beschreibung
1506 wurde eine Saalkirche aus Bruchsteinen mit Ecksteinen an der jetzigen Stelle erbaut. 1577 beginnt der große Umbau der Kirche. Der alte, nach Westen gerichtete Kirchturm wurde abgerissen und dafür über dem Chor ein Chorturm aufgebaut. Das Langhaus wurde 1702 erweitert und mit einem Krüppelwalmdach bedeckt. 1750 erfolgte ein erneuter Umbau. Der Chorturm ist eingezogen und dreiseitig abgeschlossen. Das Erdgeschoss des Chorturms hat im Abschluss drei Maßwerkfenster. Darüber befinden sich zwei weitere schiefergedeckte Geschosse aus Fachwerk, auf denen eine welsche Haube sitzt, die von einer offenen Laterne bekrönt ist. Im Norden und im Westen befinden sich Portale, das im Westen wird mit einer überdachten zweiläufigen steinernen Treppe erreicht. Der Chor ist innen mit einer hölzernen Kuppel bedeckt.
Der mit einem hölzernen Tonnengewölbe überspannte Innenraum hat an den Längsseiten zweistöckige Emporen mit geschnitzten Brüstungen. Die Kanzel ist mit Weinlaub und Weintrauben verziert. Das Taufbecken und der Ambo sind von 1673. Auf der halbrunden Empore im Westen steht die Orgel von 1702 in einem Prospekt mit geschnitzten Ranken und Tubaengeln. Sie hat zehn Register, verteilt auf ein Manual und Pedal, wurde im 17. Jahrhundert von einem unbekannten Orgelbauer errichtet.

## Geschichte
Nach Einführung der Reformation blieb die Gemeinde bis 1875 selbständige Pfarrei. Danach wurde sie von der Kirchengemeinde Gumpelstadt aus betreut.